# 棚田吾郎
棚田 吾郎（たなだ ごろう、1913年10月23日 - 1989年10月24日）は、日本の脚本家。

## 作品
- 新・座頭市（第二期）
- 夜明けの旗 松本治一郎伝
- 日蔭者
- 関東流れ者
- 女子学園 ヤバい卒業
- 鉄火場慕情
- 必殺 博奕打ち
- 大幹部 殴り込み
- 日本侠客伝 花と龍
- 人生劇場 飛車角と吉良常
- 侠客列伝
- 代貸
- 日本侠客伝 絶縁状
- 人間魚雷 あゝ回天特別攻撃隊
- 続渡世人
- 渡世人
- 傷だらけの天使
- 風車のある街
- 友を送る歌
- 三等兵親分
- 廓育ち
- 肉体の門
- 潮騒
- 浅草の灯 踊子物語
- 人生劇場
- 白い熱球
- パレンバン奇襲作戦
- 陸軍残虐物語
- アカシアの雨がやむとき
- 愛と死のかたみ
- あすの花嫁
- 松本清張のスリラー 考える葉
- 南太平洋波高し
- 海峡、血に染めて
- 緋ざくら小天狗
- 尾張の暴れ獅子
- 天竜母恋い笠
- 天下の快男児 突進太郎
- 密航0ライン
- 世界を賭ける恋
- 伊達騒動 風雲六十二万石
- 名犬物語 断崖の少年
- こだまは呼んでいる
- 不知火小僧評判記 鳴門飛脚
- 佳人
- 江戸の小鼠たち
- 素浪人忠弥
- フランキーの宇宙人
- 8時間の恐怖
- 修羅時鳥
- 孫悟空 第二部
- 孫悟空 第一部
- 怒れ！力道山
- 花の運河
- 満ちて来る潮
- 名寄岩 涙の敢斗賞
- 丹下左膳 昇竜の巻
- 丹下左膳 坤龍の巻
- 丹下左膳 乾雲の巻
- 見合い旅行
- 天保六道銭 平戸の海賊
- 奥様多忙
- この世の花 第二部悲恋の巻
- この世の花 第三部開花の巻
- この世の花 第一部慕情の巻
- 春の渦巻
- どぶ
- 慕情
- 鳴門秘帖 後篇
- 鳴門秘帖 前篇
- 風雲八萬騎
- 新書太閤記 急襲桶狭間
- 新書太閤記 流転日吉丸
- 安五郎出世
- 蛇と鳩
- 人生劇場 第二部
- 総理大臣と女カメラマン 彼女の特ダネ
- 人生劇場 第一部
- 思春期
- 上海の女
- 白蘭紅蘭
- 母なれば女なれば
- 慶安秘帖
- 赤道祭
- 熱砂の白蘭
- 天皇の帽子
- レ・ミゼラブル あゝ無情 第二部 愛と自由の旗
- レ・ミゼラブル あゝ無情 第一部 神と悪魔
- 戦火を越えて
- こんな女に誰がした
- 美しき豹
- 花咲く家族
- 轟先生
- 君かと思ひて